# Бекет (филм)
Бекет (енгл. Becket) је британски историјски драмски филм из 1964. године, режисера Питера Гленвила, по сценарију који је написао Едвард Анхалт на основу истоимене представе Жана Ануја. Насловну улогу тумачи Ричард Бартон као Томас Бекет, док су у осталим улогама Питер О’Тул, Џон Гилгуд, Доналд Волфит, Паоло Стопа, Мартита Хант, Памела Браун, Шан Филипс, Феликс Ајмер, Ђино Черви и Дејвид Вестон. Радња прати буран однос између Бекета и енглеског краља Хенрија II.
Филм је освојио Оскара за најбољи адаптирани сценарио, а био је номинован у још десет категорија, укључујући: најбољи филм, најбољег редитеља, најбољег споредног глумца и две номинације за најбољег глумца. О’Тул је поновио улогу Хенрија II у филму Зима једног лава 1968. године. Филмска архива Академије изабрала је филм за очување 2003. године.

## Радња
У другој половини 12. века, Томас Бекет је саксонски штићеник и пријатељ раздраганог енглеског краља Хенрија II. Хенри именује Бекета за лорда канцелара како би имао блиског повереника на овој позицији, кога ће моћи у потпуности да контролише. Хенри често занемарује своје краљевске дужности како би пијанчио, ловио и одлазио у јавне куће. Он све више зависи од Бекета, који организује ове развратне авантуре када није заузет вођењем Хенријевог двора. Ово изазива велико негодовање код Хенријевих норманских племића, који немају поверења у Бекета и завиде му, као и код краљице Елеоноре и Хенријеве мајке, Матилде, које виде Бекетов утицај на краља као неприродан и неприкладан.
Хенри се налази у сталном сукобу са остарелим надбискупом кентерберијским, који се противи опорезивању црквене имовине да би се подржале краљеве војне кампање у Француској. Током једног од својих похода на француско приморје, Хенри добија вест да је стари надбискуп преминуо. У налету инспирације, Хенри користи своје право прерогативе да изабере следећег надбискупа и обавештава зачуђеног Бекета да је њега одабрао за ову позицију.
Убрзо након овога, Бекет стаје на страну Цркве, што разбешњава Хенрија. Један од главних разлога за спор је Бекетово изопштење лорда Гилберта, једног од Хенријевих најлојалнијих присталица, који је ухватио и наредио убиство свештеника који је био оптужен за сексуалне индискреције са младом девојком, пре него што је оптуженом могла да суди Црква. Гилберт је одбио да призна своје преступе и да тражи опрост.
Краљ се потајно састаје са лондонским бискупом у катедрали. Он износи свој план да уклони Бекета кроз скандал и инсинуације, на шта завидни лондонски бискуп пристаје. Ови покушаји пропадају када се Бекет, у надбискупској мантији, суочи са својим тужитељима и најави да ће као надбискуп замолити папу Александра III за црквено суђење, што чини да се Хенри насмеје и горко примети иронију да се његов некадашњи пријатељ претворио у његовог непријатеља.
Бекет бежи у Француску где наилази на препреденог, али пријатељски настројеног краља Луја VII. Луј у Бекету види средство којим може да прави проблеме Енглеској и пружа му уточиште у опатији, док Енглези шаљу емисаре да га покупе. Бекет стиже у Рим, где моли папу да му дозволи да се одрекне свог положаја и повуче се у манастир као обичан свештеник. Папа подсећа Бекета да он има принципијелну обавезу да се врати у Енглеску и заузме став против грађанског мешања у црквена питања. Бекет попушта овој одлуци и тражи од Луја да договори састанак са Хенријем на плажи у Нормандији. Хенри пита Бекета да ли га је икада волео, а Бекет му одговара да јесте најбоље што је могао. Проглашено је нестабилно примирје и Бекету је дозвољено да се врати у Енглеску.
Хенри брзо тоне у пијану фиксацију због Бекета и његове наводне издаје. Барони му, погоршавају расположење, истичући да је Бекет постао народни херој међу побеђеним Саксонцима, који су још увек немирни и кивни на своје норманске освајаче. Током једног од својих пијаних излива беса, он пита: „Зар ме нико неће ослободити овог наметљивог свештеника?” Његови верни барони, чувши то, брзо крену у Кентербери, где убијају Бекета. Тешко потресени Хенри након тога пристаје да буде кажњен тако што ће га избичевати саксонски монаси.
Хенри, одмах након бичевања, обавештава бароне да ће они који су убили Бекета бити пронађени и праведно кажњени. Затим јавно проглашава присутнима испред цркве да ће Томас Бекет бити канонизован за свеца.

## Улоге
| Глумац        | Улога               |
| ------------- | ------------------- |
| Ричард Бартон | Томас Бекет         |
| Питер О’Тул   | краљ Хенри II       |
| Џон Гилгуд    | краљ Луј VII        |
| Паоло Стопа   | папа Александар III |
| Доналд Волфит | бискуп Жилбер Фолио |
| Дејвид Вестон | брат Џон            |
| Мартита Хант  | царица Матилда      |
| Памела Браун  | краљица Елеонора    |
| Шан Филипс    | Гвендолен           |
| Феликс Ајмер  | надбискуп Теобалд   |
| Ђино Черви    | кардинал Замбели    |

## Позадина и продукција
Оригинална француска представа на којој је заснован филм прво је изведена у Паризу 1959. године. Изведена је на Бродвеју са Лоренсом Оливијеом у улози Бекета и Ентонијем Квином као краљем Хенријем II у продукцији коју је режирао Питер Гленвил, који ће касније режирати филмску верзију. Представа је приказана у Лондону у продукцији Питера Хола са Ериком Портером и Кристофером Пламером. Питер О’Тул је првобитно добио улогу Хенрија II у представи, али је раскинуо уговор пре него што су почеле пробе како би прихватио главну улогу у филму Лоренс од Арабије.
Филм је сниман у студију Shepperton у Енглеској, као и на локацији у замку Алнвик, замку Бамбург и плажи Бамбург у Нортамберланду.
Шан Филипс, која игра Гвендолен у филму, била је супруга Питера О’Тула у време снимања.

## Историјска тачност
Већина историјских нетачности у филму потиче из представе, пошто је Жан Ануј писао драму, а не историју, и узео је одређене слободе.
Највећа нетачност је представљање Бекета као Саксонца који се уздигао до високог норманског друштвеног положаја, иако је Бекет заправо био Норман (док је Хенри био Анжуац). Ануј је ово урадио јер је представу засновао на извештају из 19. века који описује Бекета као Саксонца. Био је обавештен о овој грешци пре него што је његова представа завршена, али је одлучио да је не исправља јер би то поткопало кључну тачку сукоба и зато што би „историја на крају могла поново открити да је Бекет ипак био Саксонац”.
Бекет је приказан као Хенријев одани „пријатељ у пијанчењу”, који му помаже у романтичним подвизима и лову, али који постаје светац и одговорнија особа након свог именовања за надбискупа. У филму се успут помиње Кларендонски устав (једноставно као „Шеснаест чланова”), којим су покушане да се ограниче црквене привилегије и обузда моћ црквених судова и обим папске власти у Енглеској. Борба између Бекета и Хенрија се своди на њихов сукоб око убиства заробљеног свештеника од стране лорда Гилберта. Бекет ни на који начин није приказан као човек који је желео посебне законске привилегије за своје свештенство, као што неки верују да јесте.
Хенријева мајка, царица Матилда, умрла је 1167. године, три године пре него што је Фретевалски уговор дозволио Бекету да се врати у Енглеску. Чини се да Хенри нема никаквог поштовања према својој мајци и не узима је у обзир, што је прилично драстично одступање од онога што се генерално сматра историјском чињеницом. Царица Матилда је била Хенријев једини родитељ током већег дела његовог детињства и била је кључна у његовом обликовању у жестоког ратника и вештог управитеља какав је био. Далеко од приказа у филму, чини се да је Хенри обожавао Матилду и у великој мери се ослањао на њене савете и смернице све до њене смрти.
Хенријева супруга, Елеонора од Аквитаније, заправо је била лепа, бриљантна и врхунски образована, позната по својој духовитости, шарму и смелости. Познато је да је била у добром односу са Хенријем упркос његовим љубавницама и честим одсуствима. Она је приказана како јавно прекори Хенрија у сцени пред крај филма, иако није познато да се Елеонора, без обзира на њен приватан став, икада на такав начин понашала у јавности. Током исте сцене, она каже да ће отићи свом оцу да се пожали на Хенријев третман према њој; међутим, њен отац Вилијам X Аквитански, умро је деценијама раније, када је Еленора имала само 15 година.
Такође, филм приказује Хенрија и Елеанору како имају четворо деце, све дечаке. У ствари, Хенри и Еленора су имали осморо деце, пет синова и три ћерке. Док је најстарији син, Вилијам, умро пре догађаја у филму, три ћерке нису приказане.

## Пријем

### Зарада
Филм је зарадио 9.164.370 долара на биоскопским благајнама, а 3 милиона долара од изнајмљивања.

### Критике
На веб-сајту Rotten Tomatoes, филм има рејтинг одобравања од 75% на основу 28 рецензија, уз просечну оцену 7,2/10.

## Награде и номинације
| Награда                                         | Категорија                                          | Номиновани                                                                                    | Исход      |
| ----------------------------------------------- | --------------------------------------------------- | --------------------------------------------------------------------------------------------- | ---------- |
| Оскар                                           | Најбољи филм                                        | Хал Б. Волис                                                                                  | Номинација |
| Оскар                                           | Најбољи редитељ                                     | Питер Гленвил                                                                                 | Номинација |
| Оскар                                           | Најбољи глумац                                      | Ричард Бартон                                                                                 | Номинација |
| Оскар                                           | Најбољи глумац                                      | Питер О’Тул                                                                                   | Номинација |
| Оскар                                           | Најбољи споредни глумац                             | Џон Гилгуд                                                                                    | Номинација |
| Оскар                                           | Најбољи адаптирани сценарио                         | Едвард Анхалт                                                                                 | Освојено   |
| Оскар                                           | Најбоља сценографија у боји                         | Сценографија: Џон Брајан и Морис Картер Декорација сетова: Патрик Маклафлин и Роберт Картрајт | Номинација |
| Оскар                                           | Најбоља фотографија у боји                          | Џефри Ансворт                                                                                 | Номинација |
| Оскар                                           | Најбоља костимографија у боји                       | Маргарет Ферс                                                                                 | Номинација |
| Оскар                                           | Најбоља филмска монтажа                             | Ен В. Коутс                                                                                   | Номинација |
| Оскар                                           | Најбоља оригинална музика                           | Лоренс Розентал                                                                               | Номинација |
| Оскар                                           | Најбољи звук                                        | Џон Кокс                                                                                      | Номинација |
| Награде биоскопских монтажера Америке           | Најбоље монтиран дугометражни филм                  | Ен В. Коутс                                                                                   | Номинација |
| Награде БАФТА                                   | Најбољи филм                                        | Питер Гленвил                                                                                 | Номинација |
| Награде БАФТА                                   | Најбољи британски филм                              | Питер Гленвил                                                                                 | Номинација |
| Награде БАФТА                                   | Најбољи британски глумац                            | Питер О’Тул                                                                                   | Номинација |
| Награде БАФТА                                   | Најбољи британски сценарио                          | Едвард Анхалт                                                                                 | Номинација |
| Награде БАФТА                                   | Најбоља британска сценографија у боји               | Џон Брајан                                                                                    | Освојено   |
| Награде БАФТА                                   | Најбоља британска фотографија у боји                | Џефри Ансворт                                                                                 | Освојено   |
| Награде БАФТА                                   | Најбоља британска костимографија у боји             | Маргарет Ферс                                                                                 | Освојено   |
| Британско друштво кинематографа                 | Најбоља фотографија за биоскопски дугометражни филм | Џефри Ансворт                                                                                 | Освојено   |
| Награде Круга биоскопских писаца                | Најбољи страни филм                                 | Најбољи страни филм                                                                           | Освојено   |
| Награде Удружења редитеља Америке               | Најбоље режирани играни филм                        | Питер Гленвил                                                                                 | Номинација |
| Fotogramas de Plata                             | Најбољи страни глумац                               | Ричард Бартон                                                                                 | Освојено   |
| Награде Златни глобус                           | Најбољи драмски филм                                | Најбољи драмски филм                                                                          | Освојено   |
| Награде Златни глобус                           | Најбољи глумац у драмском филму                     | Ричард Бартон                                                                                 | Номинација |
| Награде Златни глобус                           | Најбољи глумац у драмском филму                     | Питер О’Тул                                                                                   | Освојено   |
| Награде Златни глобус                           | Најбољи редитељ                                     | Питер Гленвил                                                                                 | Номинација |
| Награде Златни глобус                           | Најбоља оригинална филмска музика                   | Лоренс Розентал                                                                               | Номинација |
| Награде Ловор                                   | Најбоља драма                                       | Најбоља драма                                                                                 | 4. место   |
| Награде Ловор                                   | Најбољи драмски глумац                              | Ричард Бартон                                                                                 | Освојено   |
| Награде Ловор                                   | Најбољи драмски глумац                              | Питер О’Тул                                                                                   | 4. место   |
| Награде Националног одбора за рецензију филмова | Најбољи филм                                        | Најбољи филм                                                                                  | Освојено   |
| Награде Националног одбора за рецензију филмова | Топ десет филмова                                   | Топ десет филмова                                                                             | 2. место   |
| Награде Удружења њујоршких филмских критичара   | Најбољи сценарио                                    | Едвард Анхалт                                                                                 | Номинација |
| Награде Сант Џорди                              | Најбоља глума у страном филму                       | Питер О’Тул                                                                                   | Освојено   |
| Награде Удружења писаца Америке                 | Најбоље написана америчка драма                     | Едвард Анхалт                                                                                 | Освојено   |

## Наслеђе
Бекет и његов духовни наставак Зима једног лава били су номиновани за Оскара за најбољи филм 1964. и 1968. године. Оба су изгубила од мјузикл филмова: Бекет од филма Моја лепа госпођице, а Зима једног лава од филма Оливер!.